# Vampyr – Der Traum des Allan Gray
Vampyr – Der Traum des Allan Gray (en alemany Vampir: el somni d'Allan Gray) o simplement Vampyr) és una pel·lícula de terror de 1932 dirigida pel director danès Carl Theodor Dreyer. La pel·lícula va ser escrita per Dreyer i Christen Jul basant-se en elements de la col·lecció d'històries sobrenaturals de Sheridan Le Fanu In a Glass Darkly de 1872. Vampyr va ser finançada per Nicolas de Gunzburg, que va protagonitzar la pel·lícula sota el nom de Julian West entre un repartiment majoritàriament no professional. Gunzburg interpreta el paper d'Allan Gray, un estudiant de l'ocultisme que entra al poble de Courtempierre, que està sota la maledicció d'un vampir.
El rodatge de Vampyr va ser un repte per a Dreyer, ja que era la seva primera pel·lícula sonora i s'havia de gravar en tres idiomes. Per superar-ho, es va utilitzar molt poc diàleg a la pel·lícula i gran part de la història s'explica amb intertítols com una pel·lícula muda. La pel·lícula es va rodar íntegrament en exteriors i per millorar el contingut atmosfèric, Dreyer va optar per una tècnica fotogràfica de focus suau desapareguda. La banda sonora es va crear a Berlín on es van gravar les veus, els efectes de so i la partitura dels personatges.
Vampyr va tenir un llançament retardat a Alemanya i va tenir una recepció generalment negativa per part del públic i la crítica. Dreyer va editar la pel·lícula després de la seva estrena alemanya i es va obrir a opinions més contradictòries en el seu debut francès. La pel·lícula va ser considerada durant molt de temps com un punt baix de la carrera de Dreyer, però la recepció crítica moderna a la pel·lícula s'ha tornat molt més favorable i els crítics van elogiar els efectes visuals i l'atmosfera desorientadora de la pel·lícula.

## Argument
Al vespre, Allan Gray arriba a una fonda propera al poble de Courtempierre i lloga una habitació per dormir. Gray és despertat de sobte per un vell, que entra a l'habitació i deixa un paquet quadrat a la taula de Gray; Al paper d'embolicar hi ha escrit "S'obrirà a la meva mort". En Gray agafa el paquet i surt. Les ombres el guien cap a un antic castell, on veu les ombres ballant i vagant soles. Gray també veu una dona gran (més tard identificada com a Marguerite Chopin) i es troba amb un altre vell (més tard identificat com el metge del poble). En Gray abandona el castell i camina cap a una casa pairal. Mirant per una de les finestres, en Gray veu el senyor de la casa, el mateix home que li va donar el paquet abans. L'home és assassinat de sobte per un tret. Els criats deixen entrar Gray a la casa, i corren a ajudar l'home caigut, però és massa tard per salvar-lo. Els criats demanen a Gray que es quedi a passar la nit. Gisèle, la filla petita del senyor de la casa, ara difunt, porta en Gray a la biblioteca i li diu que la seva germana, Léone, està greument malalta. Just aleshores veuen la Léone caminant fora. La segueixen i la troben inconscient a terra amb noves ferides per mossegada. La porten a dins. En Gray recorda el paquet i l'obre. A dins hi ha un llibre sobre dimonis horribles anomenats vampirs, que poden obligar els humans a sotmetre's. En llegir el llibre, Gray s'adona que Léone és víctima d'un vampir.
El metge del poble visita Léone a la casa pairal i Gray el reconeix com el vell que va veure al castell. El metge li diu a Gray que cal una transfusió de sang i Gray accepta donar la seva sang per salvar Léone. Esgotat per la pèrdua de sang, en Gray s'adorm. Mentrestant, el més vell dels criats de la casa pairal també llegeix el llibre i s'assabenta que un vampir pot ser derrotat clavant una barra de ferro al seu cor. En Gray es desperta sentint el perill i corre cap al llit de Léone, on sorprèn el metge mentre intenta enverinar la noia. El metge fuig de la casa pairal i en Gray descobreix que la Gisèle ha marxat. En Gray segueix el metge de tornada al castell, però abans d'arribar-hi té una experiència extracorporal i es veu mort i enterrat per Marguerite Chopin i el metge. Després de tornar al seu propi cos, veu el vell criat dirigint-se a la tomba de Marguerite Chopin. Obren la tomba i troben la vella perfectament conservada. Claven una gran barra de metall que travessa el seu cor, matant-la. La maledicció del vampir s'aixeca i Léone es recupera de sobte.
El fantasma del senyor de la casa s'apareix al metge, el persegueix de casa i mata el soldat que l'ajudava. Gray rescata la Gisèle, que estava lligada. El metge s'amaga en un vell molí, però es troba tancat en una cambra on s'omplen sacs de farina. Arriba el vell criat i activa la maquinària del molí, omplint de farina la cambra i ofegant el metge. Gisèle i Gray creuen un riu boirós amb vaixell i es travessen en un clar.

## Repartiment
- Nicolas de Gunzburg (acreditat com a Julian West[4]) com Allan Gray, un jove errant els estudis del qual sobre temes ocults l'han fet un somiador. La visió del món de Gray a la pel·lícula es descriu com un desenfocament el fet real i irreal.
- Rena Mandel com a Giséle, la germana petita de Léone i filla del Senyor de la Mansió. Giséle és segrestada pel Doctor del poble al final de la pel·lícula.
- Sybille Schmitz com a Léone, la germana gran de la Giséle, que està sotmesa al vampir i troba que la seva força disminueix dia a dia.
- Jan Hieronimko com el Doctor del poble, un peó del vampir, Marguerite Chopin. Segresta Giséle al final de la pel·lícula.
- Henriette Gérard com a Marguerite Chopin, el vampir, una dona gran el domini de la qual s'estén més enllà de les seves víctimes immediates. Molts vilatans, inclòs el metge del poble, són els seus sequaços.
- Maurice Schutz com el Senyor de la mansió, el pare de la Giséle i la Léone que ofereix a Gray un llibre sobre vampirisme per ajudar-lo a salvar les seves filles. Després del seu assassinat, torna breument com un esperit i es venja del metge del poble i d'un soldat que havia ajudat Marguerite Chopin.
- Albert Bras com a Vell Servent, criat de la casa pairal. Després de la mort del seu mestre, troba el llibre de Gray sobre vampirisme i, ajudat per Gray, posa fi al regnat de terror del vampir.
- N. Babanini com la seva esposa
- Jane Mora com a infermera
- Georges Boidin com el soldat coix

## Producció

### Desenvolupament
El director Carl Theodor Dreyer va començar a planificar Vampyr a finals de 1929, un any després de l'estrena de la seva pel·lícula anterior La Passion de Jeanne d'Arc. La productora que hi havia darrere de la pel·lícula anterior de Dreyer tenia plans perquè Dreyer fes una altra pel·lícula, però el projecte es va abandonar i això va fer que Dreyer decidís sortir del sistema d'estudi per fer la seva próxima pel·lícula. En ser la primera pel·lícula sonora de Dreyer, es va fer en circumstàncies difícils, ja que l'arribada del so va posar la indústria cinematogràfica europea en convulsió. A França, els estudis de cinema es van quedar endarrerits tecnològicament amb les primeres pel·lícules sonores franceses rodades als escenaris de so a Anglaterra. Dreyer va anar a Anglaterra per estudiar cinema sonor, on es va reunir amb l'escriptor danès Christen Jul, que vivia a Londres en aquell moment. Dreyer va decidir crear una història basada en el sobrenatural i va llegir més de trenta històries de misteri i va trobar una sèrie d'elements que es repetien, com ara les portes s'obren misteriosament i les manetes de les portes que es mouen sense que ningú sàpiga per què. Dreyer va decidir que "També podem fer aquestes coses molt bé". A Londres i Nova York, la versió escènica de Dràcula havia estat un gran èxit el 1927. Dreyer i Jul van crear una història basada en vampirs que Dreyer considerava "coses de moda en aquell moment". Vampyr es basa en elements d' In a Glass Darkly de Sheridan Le Fanu, una col·lecció de cinc històries publicades per primera vegada el 1872. Dreyer es basa en dues de les històries per Vampyr, una de les quals és Carmilla, una història de vampir lesbiana] i l'altra és The Room in the Dragon Volant sobre un enterrat viu. A Dreyer li va costar decidir sobre un títol per a la pel·lícula. Pot ser que inicialment s'hagués titulat Desty i després Shadows of Hell. Quan la pel·lícula es va presentar a la revista de cinema Close Up es titulava The Strange Adventure of David Gray.

### Preproducció
Dreyer va tornar a França per començar el càsting i l'exploració d'exteriors. Aleshores, a França, hi havia un petit moviment de pel·lícules amb finançament artístic independent, incloses L'Âge d'Or de Luis Buñuel i Le Sang d'un poète de Jean Cocteau que van ser estrenades el 1930. A través de Valentine Hugo, Dreyer va conèixer Nicolas de Gunzburg, una aristòcrata que va acceptar finançar la pròxima pel·lícula de Dreyer a canvi d'interpretar-hi el paper principal. Gunzberg va tenir discussions amb la seva família per convertir-se en actor, així que va crear el pseudònim de Julian West, un nom que seria el mateix en els tres idiomes en què s'havia de rodar la pel·lícula.
La majoria del repartiment de Vampyr no eren actors professionals. Jan Hieronimko, que interpreta el metge del poble, va ser trobat en un vagó de metro a la nit a París. Quan se'ls va acostar per actuar a la pel·lícula, Hieronimko es va quedar blanc i no va respondre. Hieronimko es va posar en contacte més tard amb el grup de Dreyer i va acceptar unir-se a la pel·lícula. Molts dels altres actors no professionals de la pel·lícula es van trobar de manera similar a botigues i cafeteries. Els únics actors professionals de la pel·lícula van ser Maurice Schutz, que interpreta el Senyor de la Mansió, i Sybille Schmitz, que interpreta la seva filla Léone. Molts membres de la tripulació de "Vampyr" havien treballat amb Dreyer en la seva pel·lícula anterior La Passion de Jeanne d'Arc, entre ells el cineatògraf Rudolph Maté i el director d'art Hermann Warm.
La pel·lícula sencera es va rodar in situ amb moltes escenes a Courtempierre, França. Dreyer i el seu director de fotografia Rudolph Maté van contribuir a l'exploració d'ubicacions per Vampyr. Dreyer va deixar la major part de la seva recerca a un assistent, a qui Dreyer va ordenar que trobés "una fàbrica en ruïnes, un fantasma trossejat, digne de la imaginació d'Edgar Allan Poe. En algun lloc de París. No podem viatjar lluny". En el guió original, el metge del poble tenia la intenció de fugir del poble i quedar atrapat en un pantà. En buscar un fang adequat, la tripulació va trobar un molí on van veure ombres blanques al voltant de les finestres i portes. Després de veure aquest lloc, van canviar el final de la pel·lícula perquè tingués lloc en aquest molí on el metge mor asfixiant-se sota la farina mòlta.

### Rodatge
Vampyr es va rodar entre 1930 i 1931. Tot s'estava rodant a exteriors, ja que Dreyer creia que seria beneficiós prestant el món fantasma oníric de la pel·lícula i permetent-los estalviar diners en no haver de llogar espai d'estudi. Dreyer originalment volia que Vampyr fos una pel·lícula muda, ja que utilitza molts elements de l'era muda com els intertítols per explicar la història. El diàleg a la pel·lícula es va reduir al mínim. Per a les escenes amb diàlegs, els actors van pronunciar les seves frases en francès, alemany i anglès, de manera que els seus moviments labials es correspondrien amb les veus que s'havien d'enregistrar en postproducció. No hi ha constància de la versió en anglès completa. Les escenes del castell es van rodar a l'abril i maig de 1930. El castell també va servir com a allotjament per al repartiment i l'equip durant el rodatge. La vida al castell era desagradable per ells, ja que feia fred i estava infestada de rates.<tef name="VEspirit"/> Les escenes del pati de l'església es van rodar l'agost de 1930. L'església no era una església real, però un graner amb una sèrie de làpides col·locades al seu voltant. Aquest conjunt va ser dissenyat pel director d'art Hermann Warm.
El crític i escriptor Kim Newman va descriure l'estil de Vampyr com més proper a les característiques experimentals com Un chien andalou (1929) que una "pel·lícula de terror ràpida" realitzada després de l'estrena de Dracula (1931). Dreyer originalment anava a filmar Vampyr amb el qual va descriure com un "estil pesat", però va canviar de direcció després que el director de fotografia Maté li mostrés una fotografia que va sortir difuminada i borrosa. Aquest aspecte esborrat era un efecte que desitjava Dreyer, i va fer que Maté filmés la pel·lícula a través d'un tros de gasa subjectat a tres peus (0,9 m) allunyat de la càmera per tornar a crear aquest aspecte. Per altres visuals la pel·lícula, Dreyer va trobar inspiració en les belles arts. L'actriu Rena Mandel, que interpreta Gisèle, va dir que Dreyer va mostrar les seves reproduccions de pintures de Francisco Goya durant rodatge. A Dinamarca, un periodista i amic de Dreyer, Henry Hellsen va escriure amb detall sobre la pel·lícula i les obres d'art què semblava dibuixar. Quan se li va preguntar sobre la intenció de la pel·lícula a l'estrena de Berlín, Dreyer va respondre que "no tenia cap intenció particular. Només volia fer una pel·lícula diferent de totes les altres pel·lícules. Volia, si voleu, obrir nous camins per al cinema. Això és tot. I creus que aquesta intenció ha tingut èxit? Sí, he obert nous camins". El rodatge de  Vampyr  es va acabar a mitjans de 1931.

### Postproducció
Dreyer va rodar i editar la pel·lícula a França i després la va portar a Berlín on es va sincronitzar posteriorment tant en alemany com en francès. Dreyer va fer el treball d'àudio a Universum Film AG, com a tenien el millor equip de so disponible en aquell moment. La majoria dels actors no doblaven les seves pròpies veus. Les úniques veus dels actors que són pròpies a la pel·lícula són de Schmitz i Gunzburg. Els sons de gossos, lloros i altres animals de la pel·lícula eren falsos i van ser creats per imitadors professionals. Wolfgang Zeller va compondre la partitura de la pel·lícula i va treballar amb Dreyer per desenvolupar la música.
Hi ha diferències entre les estrenes alemanyes i franceses de la pel·lícula. El personatge Allan Gray rep el nom de David Gray per l'estrena alemanya, que Dreyer va atribuir a un error. Els censors alemanys van ordenar retallar la pel·lícula que encara existeix avui en algunes estampes. Les escenes que s'han hagut d'atenuar inclouen la mort del metge sota la farina mòlta i la del vampir mort per l'estaca. Hi ha altres escenes que es van incloure al guió i al rodatge que no existeixen en cap còpia actual de Vampyr. Aquestes escenes revelen el vampir de la fàbrica retrocedint davant l'ombra d'una creu cristiana, així com un barquer guiant a Gray i Gisèle fent que els nens encenguin un foc i cantin un himne per guiar-los de tornada a la costa.
Dreyer havia preparat una versió danesa de la pel·lícula que es basava en la versió alemanya amb subtítols danesos i intertítols. El distribuïdor no es podia permetre que els intertítols omplessin de la manera que apareixen a la versió alemanya, que es van acabar amb un estil més senzill. El distribuïdor també va voler fer les pàgines del llibre que es mostra a la pel·lícula com a intertítols senzills que Dreyer no va permetre, dient que "el llibre vell no és un text en el sentit ordinari, sinó un actor. Tant com els altres."

## Estrena
L'estrena de Vampyr a Alemanya va ser retardada per UFA, ja que l'estudi volia les pel·lícules americanes Dracula i Frankenstein s'estrenessin primer. L'estrena a Berlín va ser el 6 de maig de 1932. En aquesta estrena, el públic va esbroncar la pel·lícula, cosa que va portar a Dreyer a tallar diverses escenes després de la primera projecció. La pel·lícula va ser distribuïda a França per Société Générale de Cinema que també va distribuir la pel·lícula anterior de Dreyer La Passion de Jeanne d'Arc. L'estrena a París va ser el setembre de 1932 on Vampyr va ser la atracció inaugural d'un nou cinema al Boulevard Raspail. En una projecció de la pel·lícula a Viena, el públic va demanar que els retornessin els diners. Quan això es va negar, va esclatar un motí que va provocar que la policia hagués de restablir l'ordre a bastonades. Quan la pel·lícula es va estrenar a Copenhaguen el març de 1933, Dreyer no hi va assistir. Als EUA, la pel·lícula es va estrenar amb subtítols en anglès sota el títol Not Against The Flesh; una versió doblada a l'anglès, editada severament tant pel que fa a la continuïtat de la pel·lícula com de la banda sonora, va aparèixer uns anys més tard al circuit de carretera com a Castle of Doom. Dreyer aviat va tenir un atac de nervis i va anar a un hospital psiquiàtric a França. La pel·lícula va ser un fracàs financer.

### Recepció crítica
La premsa a Europa va anar de mixta a negativa. A la premsa alemanya no li va agradar la pel·lícula. A l'estrena de Berlín, un crític de cinema de The New York Times va escriure: "Pensis el que pensis del director Charles [sic] Theodor Dreyer, no es pot negar que és "diferent". Fa coses que fan que la gent parli d'ell. Pot ser que les seves pel·lícules siguin ridícules, però no les oblidaràs... Encara que en molts aspectes [ Vampyr] ha estat una de les pitjors pel·lícules a les que he assistit mai, hi havia algunes escenes que van atrapar amb una brutalitat directa". La reacció de la premsa a la pel·lícula a París va ser mixta. El periodista Herbert Matthews de The New York Times va escriure que Vampyr era "una pel·lícula al·lucinant", que "o bé va encisar els espectadors com en un llarg malson o bé els va emocionar a un riure histèric". Durant molts anys després de l'estrena inicial de Vampyr, la pel·lícula va ser vista pels crítics com una de les obres més febles de Dreyer.
La recepció més moderna de Vampyr ha estat més positiva. El lloc web de l'agregador de ressenyes Rotten Tomatoes informa d'una puntuació d'aprovació del 98% basada en una mostra de 40 ressenyes, amb una puntuació mitjana de 8,7/10. El consens crític del lloc diu: "Ple d'efectes visuals desorientadors, el Vampyr de Carl Theodor Dreyer és tan inquietant teòricament com conceptualment pertorbadora". Todd Kristel de la base de dades de pel·lícules en línia AllMovie va donar a la pel·lícula quatre estrelles i mitja sobre cinc, afirmant que "Vampyr no és la pel·lícula clàssica més fàcil de gaudir, fins i tot si sou un fan de les pel·lícules de terror dels anys 30. ... Si teniu paciència amb el ritme lent i la història ambigua de Vampyr, trobareu que aquesta pel·lícula ofereix moltes imatges sorprenents" i que encara que la pel·lícula no és "emocionant pel que fa al ritme, és una bona opció si voleu veure una pel·lícula que estableixi un estat d'ànim convincent". Jonathan Rosenbaum del Chicago Reader va escriure, "La grandesa del [Vampyr] de Carl Dreyer deriva en part del seu maneig del tema dels vampirs en termes de la sexualitat i l'erotisme i en part pel seu aspecte molt distintiu i oníric, però també té alguna cosa a veure amb la reforma radical de Dreyer de la forma narrativa". J. Hoberman del Village Voice va escriure que "Vampyr és la pel·lícula més radical de Dreyer, potser una de les meves dotzenes de pel·lícules preferides de qualsevol director". Anton Bitel de Channel 4 va atorgar a la pel·lícula quatre estrelles i mitja de cinc, comparant-la amb Nosferatu, afirmant que és " enys coneguda (però en molts aspectes superiors)" i que la pel·lícula és "un triomf de l'irracional, l'esperit memento mori de Dreyer mai permet que ni el protagonista ni l'espectador desperti completament del seu malson surrealista".
A principis de la dècada de 2010, l'edició de Londres de Time Out va realitzar una enquesta amb diversos autors, directors, actors i crítics que han treballat dins del gènere de terror per votar per a les seves millors pel·lícules de terror. Vampyr fou situada en el número 50 de la llista de 100.

### Mitjans domèstics
Vampyr s'ha llançat amb una imatge i un so imperfectes ja que es van perdre els negatius originals de so alemanys i francesos. Hi ha impressions de les versions francesa i alemanya de la pel·lícula, però la majoria estan incompletes o estan malmeses.
Vampyr es va estrenar als Estats Units sota els títols de The Vampire, i Castle of Doom i al Regne Unit sota el títol de The Strange Adventures of David Gray. Moltes d'aquestes impressions estan severament retallades, com la impressió de 60 minuts redoblada en anglès Castle of Doom.
Vampyr va ser llançada originalment en DVD el 13 de maig de 1998 per Image Entertainment, i va funcionar amb un temps d'execució abreujat de 72 minuts. El llançament d'Image de Vampyr és un port directe del Laserdisc que el restaurador cinematogràfic David Shepard va produir l'any 1991. Els subtítols són grans i estan arrelats. a la impressió font amb subtítols danesos que s'han tapat i cobert. Aquest DVD també inclou com a contingut addicional el curtmetratge The Mascot. The Criterion Collection va llançar una edició de dos discs de Vampyr el 22 de juliol de 2008. Aquesta edició del DVD inclou la versió original alemanya de la pel·lícula, juntament amb un llibre amb el guió original de Dreyer i Christen Jul i la història de 1872 de Sheridan Le Fanu "Carmilla". El 25 d'agost de 2008 es va estrenar un DVD de Regió 2 per Eureka Films. El llançament d'Eureka conté el mateix material addicional que els discos de Criterion Collection, però també inclou un comentari del director Guillermo del Toro.
L'octubre de 2017, Criterion va estrenar la pel·lícula en Blu-ray. Aquesta versió es va fer a partir d'una nova transferència digital en HD de la restauració de 1998.